# Aiden Warnholtz
Aiden Warnholtz (* 4. Februar 2000 in Ottawa) ist ein kanadischer Basketballspieler.

## Werdegang
Warnholtz spielte als Heranwachsender Basketball für die Schulmannschaft der A.Y. Jackson Secondary School in Toronto. Er wurde anschließend an der Canada Topflight Academy gefördert und wechselte 2018 dann an die Carleton University.
Mit Carleton gewann Warnholtz 2019, 2020, 2022 und 2023 den Meistertitel im kanadischen Hochschulverband U Sports. In der Saison 2022/23 wurde er als bester Spieler der Finalrunde ausgezeichnet. Seine Laufbahn als Berufsbasketballspieler begann er bei den Niagara River Lions in der kanadischen Liga CEBL.
2024 gelang ihm in Deutschland mit den Skyliners Frankfurt der Aufstieg in die Basketball-Bundesliga. Warnholtz blieb jedoch in der 2. Bundesliga ProA, er wechselte im Sommer 2024 zu den Gießen 46ers. In der Anfangsphase der Saison 2024/25 zog er sich einen Syndesmoseriss zu und musste operiert werden. Im Juli 2025 verlängerte er seinen Vertrag mit den Mittelhessen um eine weitere Saison.